# Arquivo de Estado de Bolzano

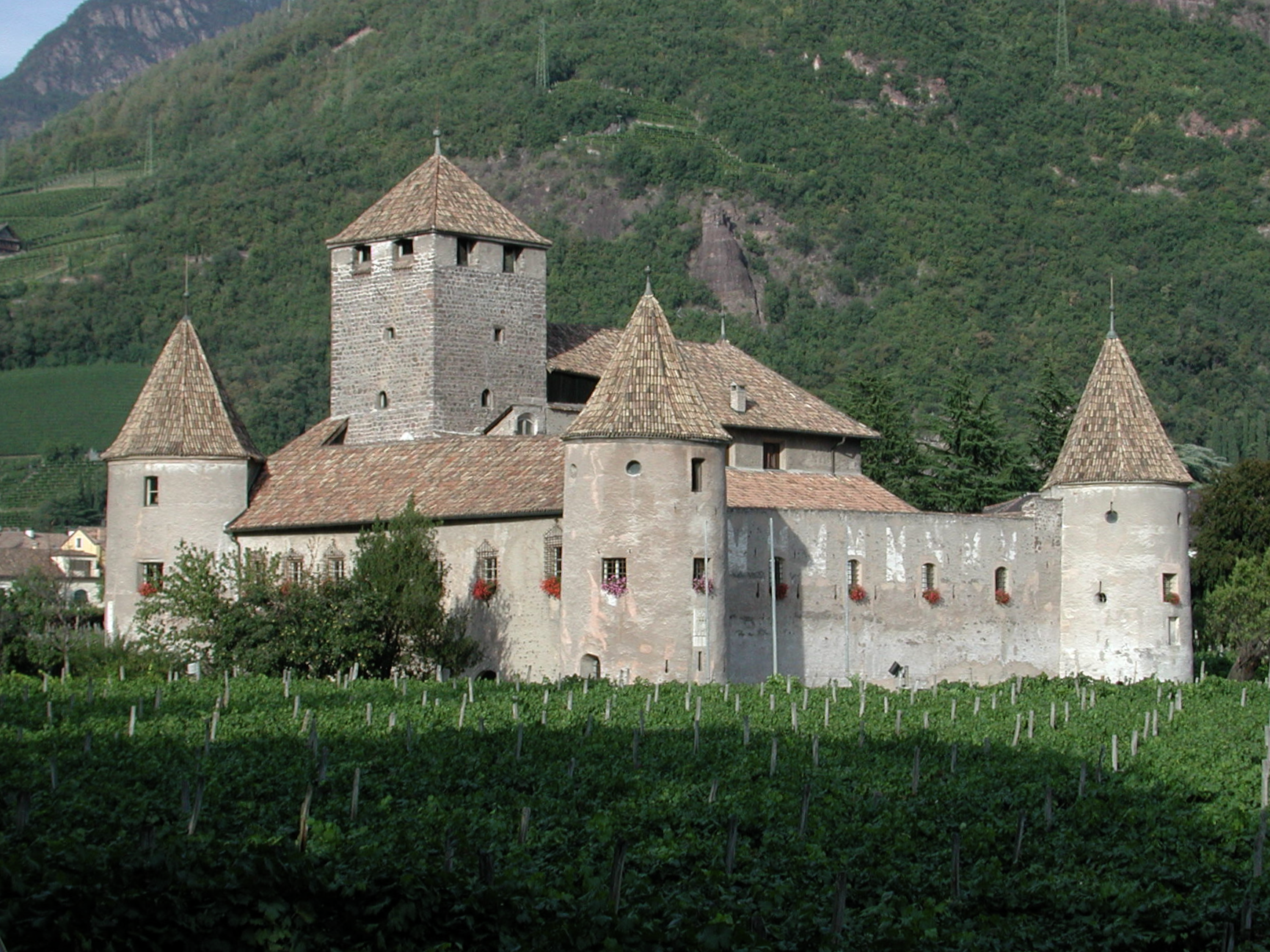
O Castelo Mareccio, primeira sede do arquivo

O Arquivo de Estado de Bolzano é uma instituição arquivística e educacional italiana situada na cidade de Bolzano, um órgão do Ministério da Cultura vinculado diretamente à Direção Geral de Arquivos. Preserva importante e volumosa documentação histórica que remonta ao ano de 848.

## História
Em 1919, após o encerramento da I Guerra Mundial, as regiões de Trento e Bolzano, então domínios austríacos, foram anexadas pela Itália. Na sequência de negociações diplomáticas, a Áustria concordou em restituir à Itália todos os arquivos remanescentes da antiga administração, em grande parte graças ao empenho de Francesco Salata e Giovan Battista Rossano. A partir disso fundou-se em 20 de dezembro de 1920 o Arquivo de Estado de Trento, com uma seção em Bolzano, posta sob a direção do professor Leo Santifaller. O diretor obteve o Castelo Mareccio para servir de sede, e em 1922 o arquivo abria ao público. Contudo, o processo de transferência do material se arrastou, novos arquivos foram sendo incorporados, e a instalação oficial do Arquivo de Estado só ocorreu em 13 agosto de 1926, em meio ao processo de separação da Província de Bolzano da Província de Trento. Esta seção finalmente ganhou autonomia através do Real Decreto nº 892 de 2 de junho de 1930, inaugurando o arquivo moderno.
As primeiras décadas de atividade foram difíceis, as instalações no Castelo Mareccio não eram adequadas, dispunha de pessoal escasso e pouco preparado, sendo especialmente difícil a consulta ao material devido ao fato de que boa parte da documentação estava escrita em alemão antigo, que poucos eruditos na época dominavam. Muitos documentos se deterioraram ou foram perdidos ou roubados. Em 1939, após o acordo entre a Itália e a Alemanha nazista, chegou a se cogitar em exportar todo o material em alemão sob o pretexto da manutenção da unidade germânica e homogeneização da cultura latina na Itália.
Um relatório oficial da década de 1970 evidenciou uma situação de abandono, o castelo estava caído em ruína, e em 1972 seu acervo foi transferido em caráter emergencial e provisório para um pavilhão industrial, quando foi iniciada a organização de um guia geral do acervo, mas o acesso público à documentação ficou praticamente inviabilizado. A situação começou a melhorar em 1985 com a transferência para uma nova sede especialmente construída no parque do Palácio Rottenbuch, onde foram criados espaços adequados para o material e laboratórios de conservação. O edifício é compartilhado com o Arquivo Histórico Provincial e a Biblioteca Provincial. Nesta época o contexto cultural da região também se tornava mais favorável ao trabalho do Arquivo. A História começava a ser entendida como uma disciplina científica e os interesses políticos das narrativas históricas começavam a ser abandonados.
Legislação aprovada em 1992 aperfeiçoou as ordenações de 1963 e 1972, disciplinou o funcionamento dos arquivos estatais e normatizou as formas de tutela documental, dando mais subsídios financeiros e autorizando a contratação de pessoal e a incorporação de colaboradores externos. Na sequência foi criada junto ao Arquivo a Escola de Arquivística, Paleografia e Diplomática, de nível superior. No início do século XXI iniciaram os trabalhos de digitalização do material. O Arquivo mantém projetos científicos com outras instituições e também projetos educacionais e didáticos voltados para a comunidade. É parte das suas incumbências supervisionar a atividade de todos os arquivos estatais da Província.

## Acervo
Seu acervo principal é composto pela documentação oficial de instituições estatais do território da atual Província Autônoma de Bolzano compilada até o ano de 1919, incluindo a maior parte dos arquivos do antigo Principado Episcopal de Bressanone e dos entes administrativos austríacos. Também eram mantidos ali documentos de administrações não estatais ou para-estatais, como a do Condado do Tirol, das jurisdições feudais e comunais da área de Bolzano e Merano, censos, livros de contabilidade, inventários de patrimônio, arquivos eclesiásticos e privados, mas estas seções em 1986 foram transferidas para a guarda do Arquivo Histórico Provincial, cumprindo o determinado na Lei nº 118 de 11 de março de 1972.
Apesar do substancial desfalcamento decorrente da divisão do acervo, muitos documentos foram adquiridos posteriormente, como os depositados no volumoso e importante fundo referente aos sobreviventes da II Guerra e os repatriados, que entraram na década de 1990. Suas ricas coleções são uma fonte valiosa para variadas pesquisas. O documento mais antigo é do ano 845. O acervo tem 28 mil fundos e unidades e é dividido nas seguintes seções:
- Principado Episcopal de Bressanone 
  - Arquivo Episcopal (Pergaminhos e manuscritos, Códices, Atos, Miscelânea)
  - Arquivo Feudal (Investiduras, Códices)
  - Atos do Império
- Gabinetes de Estado e gabinetes judiciais até 1919 (Tribunal e Tribunais Distritais 1448–1849, Ofícios circulares 1754–1808, 1817–1849, Vice-Prefeitura de Bolzano 1810–1813, Regência do Círculo de Bressanone 1850-1860, Capitanias distritais 1850–1854 e 1868–1919, Gabinetes distritais 1854–1868, Gabinetes florestais 1600–1852, Arquivo Judicial 1818-1919, Documentação militar até 1919)
- Gabinetes de Estado e gabinetes judiciais após 1919
  - Gabinetes administrativos de transição até 1925 (Comissariados civis 1919-1922, Subprefeituras 1922-1925)
  - Gabinetes de Estado após 1925 (Comissariado do Governo da Província de Bolzano, Questura, Tribunal de Contas, Gabinete Técnico do Tesouro, Secretaria de Finanças de Bolzano, Gabinetes de impostos distritais, Diretoria Provincial do Trabalho e Máximo Emprego, Inspetorado Provincial para Alimentação, Gabinetes veterinários fronteiriços em Fortezza, Brennero e Campo Trens, Cartórios, Fundo Provincial de Seguro de Saúde)
  - Arquivo Judicial (Tribunal do Juizado de Bolzano após 1922, Tribunal Judicial Extraordinário de Bolzano 1945-1948, Tribunal Especial da Zona Operacional Pré-Alpina 1943-1945, Pretório após 1919, Arquivo Notarial Distrital de Bolzano após 1856)
  - Avaliação (Comissões de avaliação patrimonial 1939-1943, Inquéritos de avaliação, Comissariado de Imigração e Repatriação da Alemanha)
- Miscelânea 
  - Diplomática Geral (documentos de várias fontes ou origem incerta, principalmente pergaminhos)
  - Códices
- Coleções
  - Microfilmes 1961-1978
  - Timbres e selos oficiais
  - Legislação (Atos do Império 1740-1846, Boletins Gerais de Leis e Atos Governamentais 1849-1917, Boletins Provinciais de Leis e Atos Governamentais para o Condado do Tirol, Boletins Jurídicos do Reino da Baviera 1806-1813, Boletins de Leis do Império Francês 1806-1813, Boletins de Leis da República Italiana e do Reino da Itália 1802-1814, Éditos reais do Reino da Sardenha 1814-1828, Atos Governamentais 1814-1861, Atos do Reino da Lombardia 1816-1849, Leis e Decretos do Reino da Itália 1861-1946, Leis e Decretos da República Italiana 1946-1961, Diário Oficial 1928-2003, Boletins da Região Autônoma do Trentino-Alto Adige após 1971, Listas de pessoal administrativo e militar 1821-1914)

Segundo Formiconi & Martino, pela sua variedade e antiguidade a seção mais importante é a referente ao Principado de Bressanone. São de especial interesse os pergaminhos, timbres e selos. Sua biblioteca conserva mais de 10 mil volumes e cerca de 250 coleções de periódicos.